# Eiffel (film)
Eiffel je francouzsko-německý hraný film z roku 2021, který režíroval Martin Bourboulon. Zachycuje milostný příběh mezi inženýrem Gustavem Eiffelem a mladou ženou jménem Adrienne Bourgès, kdy inženýr dostal nápad na vytvoření Eiffelovy věže.

## Děj
Na konci 80. let 19. století Gustave Eiffel právě spolupracoval na stavbě Sochy svobody. Poté musí čelit tlaku francouzské vlády, která po něm chce, aby navrhl něco velkolepého pro světovou výstavu v Paříži v roce 1889. Zatímco se inženýr zajímá pouze o projekt metra, narazí na Adrienne Bourgès, svou dětskou lásku, se kterou se seznámil při stavbě lávky přes Garonnu v roce 1860. Tento zakázaný a tajný vztah — nyní je vdaná za svého přítele Antoina Restaca — ho bude inspirovat k tvorbě mimořádné stavby.

## Obsazení
| Romain Duris         | Gustave Eiffel    |
| Emma Mackey          | Adrienne Bourgès  |
| Pierre Deladonchamps | Antoine de Restac |
| Armande Boulanger    | Claire Eiffel     |
| Andranic Manet       | Adolphe Salles    |
| Alexandre Steiger    | Jean Compagnon    |
| Philippe Hérisson    | Édouard Lockroy   |
| Jérémie Petrus       | Edmond            |
| Jérémy Lopez         | Maurice Koechlin  |
| Frédéric Merlo       | Georges           |
| Damien Zanoly        | Émile Nouguier    |

## Ocenění
- César 2022: kategorie nejlepší kostýmy, nejlepší výprava, nejlepší vizuální efekty